# Windows 7

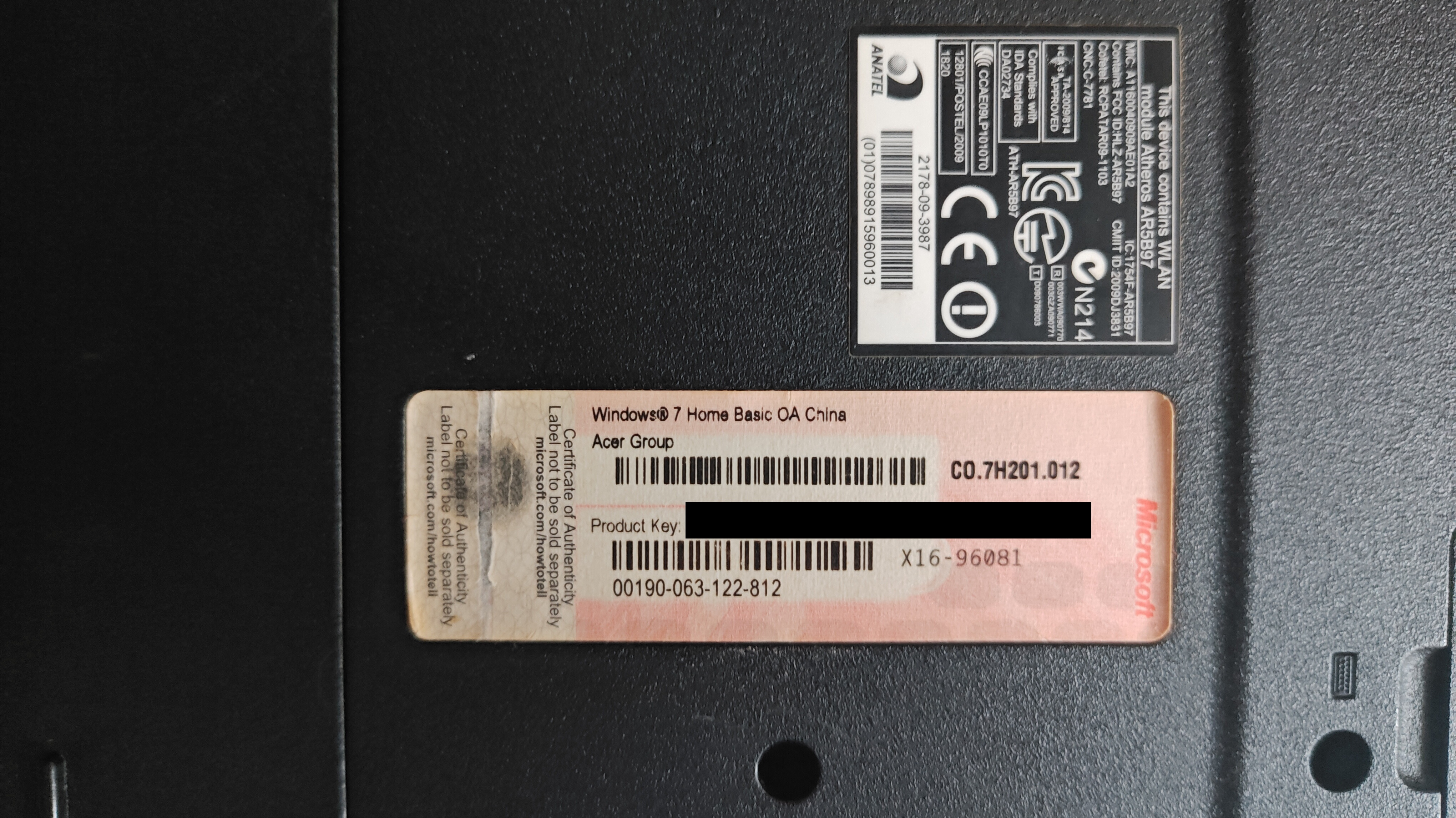
Uma chave de produto para a versão OEM da Acer do Windows 7 Home Basic.

Windows 7 foi uma versão do Microsoft Windows, uma série de sistemas operativos produzidos pela Microsoft para uso em computadores pessoais, incluindo computadores domésticos e empresariais, laptops, tablets e PCs de centros de mídia, entre outros. Windows 7 foi lançado para empresas no dia 22 de julho de 2009, e começou a ser vendido livremente para usuários comuns às 00h00 do dia 22 de outubro de 2009, menos de três anos depois do lançamento de seu predecessor, Windows Vista. Pouco mais de três anos depois, o seu sucessor, Windows 8, foi lançado em 26 de outubro de 2012.
Diferente do Windows Vista, que introduziu um grande número de recursos novos (principalmente com a introdução da nova interface Windows Aero), o Windows 7 foi uma atualização mais modesta e focada para ser mais eficiente, limpa e mais prática de usar, com a intenção de torná-lo totalmente compatível com aplicações e hardwares com os quais o Windows Vista já era compatível. Apresentações dadas pela companhia no começo de 2008 mostraram um "Shell" novo, com uma barra de tarefas mais larga e que agora mostra ícones dos programas como atalhos, um novo Menu Iniciar que expande lateralmente mostrando os arquivos que já foram abertos pelo programa, um sistema de "network" chamada de "HomeGroup", e aumento na performance ao abrir programas e ao inicializar o Windows e uma nova tela de boot. Algumas aplicações que foram incluídas em lançamentos anteriores do Windows, como o Calendário do Windows, Windows Mail, Windows Movie Maker e Windows Photo Gallery não serão incluídos no Windows 7 — estes são oferecidos separadamente como parte gratuita do Windows Essentials, para download gratuito. 
O Windows 7 recebeu diversos elogios da crítica, com vários os críticos considerando o sistema como uma grande melhoria em relação ao seu antecessor, o Windows Vista, principalmente por causa de seu desempenho melhorado, sua interface mais intuitiva (com elogios dedicados à nova barra de tarefas), redução pop-ups relacionados ao Controle de Conta de Usuário e outras melhorias gerais da plataforma. O Windows 7 foi um grande sucesso para a Microsoft; em apenas seis meses, mais de 100 milhões de cópias foram vendidas em todo o mundo, esse número aumentando para mais de 630 milhões de licenças até julho de 2012. Em 1.º de fevereiro de 2018, o Windows 7 perdeu o posto de sistema operacional mais popular para o Windows 10, a versão mais recente do sistema, que havia sido lançada em 29 de julho de 2015. Em 10 de setembro de 2018, a Microsoft lançou a público a notícia que entre 2020 e 2023, iriam ser distribuídas Atualizações Estendidas de Segurança (ESU) para todos os clientes do Windows 7 nas versões Professional e Enterprise no Licenciamento por Volume. Dessa forma, as empresas teriam um pouco mais de tempo de migrar para outro sistema operacional. A Microsoft cobrou por dispositivo, e o preço ficou mais alto a cada ano.

## Origem do nome
O seu nome surgiu do fato de ser a sétima versão estável do Microsoft Windows, sendo o Windows 1.x a primeira, Windows 2.x a segunda, Windows 3.x a terceira, Windows 95/98/ME/NT a quarta, Windows 2000/XP a quinta e Windows Vista a sexta. O nome de código seguiu a tradição da Microsoft durante anos, colocando nome de cidades em seus produtos. Ao longo das décadas de 1980 e 1990, várias versões dos seus sistemas operacionais tiveram nomes de cidades, como o Sparta, uma referência a cidade-estado grega Esparta (Windows for Workgroups 3.11), Daytona (Windows NT 3.5), Cairo (Windows NT 4.0), Windows NT 5.0 (Windows 2000), Chicago (Windows 95), Memphis (Windows 98) e em 2009 retomando a tradição, Vienna (Windows 7).
No início da primeira década deste século, a empresa quebrou a tradição das cidades ao usar o nome de Whistler (Windows XP), uma estância de esqui no Canadá, e Longhorn, que se transformou no Windows Vista.
"Isso não reflete uma grande mudança para nós, já usamos cidades como nome de códigos no passado", afirmou a Microsoft num comunicado à imprensa.
Desde a fase final de lançamento do Whistler, que viria a ser lançado como Windows XP, a Microsoft já desenvolvia o Longhorn (que foi lançado como Vista) e planejava o Blackcomb. Após algum tempo de lançamento do Windows XP, e com o Longhorn já perto de ser lançado, a Microsoft resolveu renomear o projeto Blackcomb para Vienna, porém o novo nome não duraria muito pois lembraria o fracassado Windows Vista.
Em 13 de outubro de 2009, a Microsoft anuncia oficialmente que vai utilizar o mesmo nome de código para a versão final do produto. A empresa justifica a decisão alegando estar "firmemente enraizada nas aspirações do Vista" ao mesmo tempo que evolui e refina sua plataforma pois seria uma espécie de comemoração a sétima versão do Windows NT visto através do Wallpaper final onde mostra o logo do Windows no centro.

### Recursos adicionados e melhorias
Steve Ballmer declarou que "O Windows Vista é bom, mas ele será muito melhor" em resposta à pergunta sobre a proximidade que ele teria com o sistema operacional, Windows Vista.
O Windows 7 possui os seguintes recursos:
- interface gráfica aprimorada, com nova barra de tarefas e suporte para telas touch screen e multi-táctil (multi-touch);
- Internet Explorer 8;
- o Aplicativo Notas autoadesivas foi reformulado;
- Windows Defender;
- Documentos Recentes no Menu iniciar agora é exibido ao lado do Aplicativo no menu Iniciar;
- Windows Update;
- novo menu Iniciar;
- Windows Photo Slide (Sucessor do DreamScene) muda a Wallpaper no desktop de segundos até 1 dia;
- nova barra de tarefas totalmente reformulada que permite fixar o atalho do aplicativo como um favorito;
- comando de voz (em inglês);
- leitura nativa de Blu-Ray e HD DVD;
- gadgets sobre o desktop, independentes da Sidebar;
- novos papéis de parede, ícones, temas etc.;
- conceito de bibliotecas (libraries), como no Windows Media Player, integrado ao Windows Explorer;
- arquitetura modular, como no Windows Server 2008;
- faixas (ribbons) nos programas incluídos com o Windows (Paint e WordPad, por exemplo), como no Microsoft Office 2010;
- aceleradores no Internet Explorer 8 (também no Internet Explorer 9);
- aperfeiçoamento no uso da placa de vídeo e memória RAM;
- UAC personalizável;
- Home Group;
- melhor desempenho;
- Windows Media Player 12;
- nova versão do Windows Media Center;
- gerenciador de credenciais;
- boot otimizado e suporte a boot de VHDs (HDs virtuais);
- instalação do sistema em VHDs;
- nova calculadora, WordPad e Paint com interface aprimorada e com mais funções;
- reedição de antigos jogos, como Espadas Internet, Gamão Internet e Internet Damas;
- Windows Virtual PC (sucessor do Microsoft Virtual PC 2007) foi redesenhado e mais integrado ao Windows Explorer;
- modo Windows XP (permite rodar o Windows XP no Windows Virtual PC);
- Aero Shake (permite agitar a janela e minimiza a que está atrás dela);
- Aero Peek permite mover o mouse no canto direito inferior e mostrar a Desktop);
- Aero Snap (permite mover a janela para cima para maximizar a janela ou pros lados e a janela se ajeita nos cantos);
- Jump List (permite mostrar no aplicativo fixado na barra de tarefas o histórico de arquivos usado ou aberto pelo aplicativo).

## Recursos removidos
Apesar de o Windows 7 conter novos recursos, um número de capacidades e certos programas que faziam parte do Windows Vista não estão mais presentes ou mudaram, resultando na remoção de certas funcionalidades. Segue-se uma lista de recursos que estavam presentes no Windows Vista mas foram removidas no Windows 7:
- muitas ferramentas da interface gráfica[10] incluindo:
  - fixar navegador de Internet e cliente de e-mail padrão no menu Iniciar é na área de trabalho (programas podem ser fixados manualmente);
  - a marca d'água da versão Starter;
  - exibição do número de botões combinados na barra de tarefas;
  - a capacidade de desligar a pré-visualização das janelas na barra de tarefas (somente no tema "Basic");
  - advanced search builder UI;
  - a capacidade de desabilitar a propriedade "Sempre no topo" da barra de tarefas;
  - não é mais possível ver as propriedades de várias pastas ao selecionar ambas;
  - o menu de contexto dos botões da barra de tarefas foi substituído por Jump Lists, assim as opções Restaurar, Mover, Tamanho, Minimizar e Maximizar foram movidas para o menu de contexto da respectiva miniatura da janela;
  - expandir a área de notificação horizontalmente (ícones aparecem em uma nova mini-janela);
    - editor de tags avançadas na lista de reprodução sendo agora somente na biblioteca;

  - o aprimoramentos (equalizador etc..) agora é exibido fora do Windows Media Player;
  - o miniplayer do Windows Media Player foi substituído pelos botões na miniatura da janela;
  - Alterar cores do Windows Media Player;
  - Músicas tocadas Recentemente no Auto Playlist;
  - Modo Cadeado que bloqueava a desmaximização da janela do Windows Media Player;
  - não existe mais a opção "Abrir com..." ao selecionar vários objetos no Windows Explorer.
- Windows Photo Gallery, Windows Movie Maker, Windows Mail e Windows Calendar foram substituídos pelas suas respectivas contrapartes do Windows Live, com a perda de algumas funcionalidades;
- os filtros da web e relatório de atividades foram removidos da ferramenta de controle parental;[11] essas funcionalidades foram substituídas pelo Windows Live Family Safety;
- os protetores de tela Aurora, Windows Energy e Windows Logo[12]
- Software Explorer do Windows Defender;[13]
- gerenciador de mídias removíveis;[14]
- Windows Meeting Spac;[15]
- InkBall;
- o teclado numérico do Teclado Virtual agora é opcional;
- Microsoft Agent 2.0 Technology;
- Windows Sidebar (substituído por Desktop Gadget Gallery);
- 3 Gadgets do Windows Windows Sidebar (Agenda, Notas Autoadesivas e RSS);
- A opção personalizar um atalho de um Game no Explorador de Jogos;
- Muitos Bitmaps dos arquivos dll e shell do sistema sem uso;
- Bibliotecas sem uso no kernel do Windows;
- Todos os Ultimate Extras incluindo o Dreamscene e o Tinker (o Dreamscene pode ser ativado por softwares baixado na Internet);
- Função de auto organizar gadgets na Sidebar;
- Propriedades do Windows Sidebar;
- A possibilidade de desabilitar o serviço do ReadyBooter foi integrado ao Serviço Superfeth;
- A personalização do bootloader do Windows;
- Drivers antigos de impressoras e dispositivos.

## WordPad e Paint
O WordPad (programa padrão de edição de textos) e o Paint (programa padrão de edição de imagens) agora tem visual semelhante ao Microsoft Office 2007, com a interface Ribbon.
O WordPad agora abrem arquivos no formato DOCX (formato padrão do Office 2007 e posterior) e ODF (formato usado por muitos softwares livres como o LibreOffice), com compatibilidade limitada.

## Compatibilidade
A Microsoft afirmou que o Windows 7 terá plena compatibilidade com drivers e aplicações. Portanto, não se reproduzirão as incompatibilidades e problemas que aconteceram ao se usarem programas que funcionavam com perfeição no Windows XP e não funcionaram no Windows Vista.
Em 24 de Abril de 2009, a Microsoft revelou que o Windows 7 (versões Professional, Enterprise e Ultimate apenas) iria ter o Windows XP "embutido", na forma de um modo virtual, similar ao ambiente Classic, do Mac OS X, disponível como download separado.

### Modo Windows XP
Conhecido também por XPM é a mais nova ferramenta do Windows 7. Consiste em virtualizar o Windows XP, não apenas em modo de compatibilidade como nas outras versões do Windows, mas como num todo, como a execução do código fonte em um Windows XP "de verdade". Este recurso, promete resolver questões definitivamente como a incompatibilidade não resolvida pelo recurso nativo do Windows Vista por exemplo, que apenas emula parte do código do Windows XP, e também, o abandono definitivo do Windows XP, já que agora, programas incompatíveis com o Windows Vista e 7 até a Build 7100 (RC), já estarão funcionando perfeitamente quando a ferramenta entrar em acção. Este recurso está presente nativamente a partir da versão RC do Windows 7 em inglês, e em versões como em Português, deve ser baixada separadamente no site da Microsoft.
Para poder executar o Modo Windows XP, a Microsoft lançou uma atualização que retira o requisito de um processador com a tecnologia de virtualização.

## Edições

Tela de boot do Windows 7

O Windows 7, assim como o Windows Vista, tem disponível seis diferentes edições, porém apenas o Home Premium, Professional e Ultimate são vendidos na maioria dos países. As outras três edições: Starter, Home Basic e Enterprise é oferecido as empresas que se concentram em outros mercados, como mercados de empresas ou só para países em desenvolvimento. Cada edição inclui recursos e limitações, sendo que só o Ultimate não tem limitações de uso.
Com exceção do Starter, que só está disponível na arquitetura x86 (32 bits), todas as outras edições são em arquitetura x86 (32 Bits) e x64 (64 Bits).
Segundo a Microsoft, os recursos para todas as edições do Windows 7 serão armazenados no computador, independentemente de qual edição em uso. Os usuários que desejam atualizar para uma edição do Windows 7 com mais recursos, podem utilizar o Windows Anytime Upgrade para comprar a atualização e desbloquear os recursos nessas edições.

## Linha do tempo

### Windows 7 Beta
No dia 9 de Janeiro de 2009, foi liberada a versão oficial para download do beta 1 do Windows 7. A build seria a mesma que teria vazado em sites torrent alguns dias antes (6.1.7000.0.081212-1400). Minutos depois, todos os servidores Microsoft estavam lotados.
A Microsoft divulgou a informação de que o Windows 7 Beta deveria expirar em 1.º de junho de 2009. Essa informação na verdade era incorreta e fez com que a empresa divulgasse uma nova informação enviando ao colaboradores da versão de teste que cometeram um erro ("We made a mistake"). A versão beta já tinha começado a desligar a cada duas horas no dia 1.º de maio de 2010 (informação oficial)

### Windows 7 Release Candidate
Dia 5 de março foi liberado o Windows 7 Release Candidate build 7100, e expirou no dia 1 de junho de 2009, reiniciando o computador de duas em duas horas, e com a tela da Área de Trabalho na cor preta.

### Windows 7 RTM
A última compilação do Windows 7 foi feita e registra a Build 7600. A versão RTM do sistema tem a seguinte string: 7600.16385.win7_rtm.090713-1255. Isto significa que a última versão foi compilada dia 13 de julho de 2009 às 12:55. O sistema está totalmente estável na maioria dos cenários e livre de bugs conhecidos. Como prometido pela empresa, no dia 13 de julho, ela apresentaria aos parceiros e ao mundo a versão final do sistema que acabou vazando antes. Sua versão comercial já está disponível para comercialização desde 22 de Outubro de 2009. Após alguns meses no mercado, o Windows 7 fez um grande sucesso, deixando uma marca histórica para a Microsoft. O Windows 7 é considerado seguro, fácil de usar, rápido em executar tarefas e músicas, etc. O Windows 7 é conhecido em suas versões: Starter, Home Basic, Home Premium, Professional, Enterprise e Ultimate.

## OsService Packsdo Windows 7

### Windows 7 Service Pack 1
Visando corrigir as instabilidades identificadas pelos usuários a Microsoft lançou em fevereiro de 2011 o primeiro Service Pack.
Esse pacote de "hotfixes" objetiva corrigir vulnerabilidades em pontos onde programas potencialmente indesejáveis podem acessar e copiar dados confidenciais de computadores conectadas à redes ou de servidor; outra função do SP é também corrigir instabilidades pontuais relacionados com a confiabilidade da plataforma como a comunicação com drivers de áudio HDMI, gerenciamento de WIFI, RemoteFX (em caso de clientes de rede corporativa), atualização do Internet Explorer para versões recentes, torna o visualizador de XPs compatível com alguns modelos de impressoras Cannon e restaurar janelas anteriores após reinicialização. Essas atualizações estão acessíveis para os usuários por meio da ferramenta Windows Update.
As instalações com Service Pack 1 passam a ter a Build 7601.

## Requisitos do sistema
A Microsoft publicou os Requisitos mínimos do Windows 7. Os Requisitos do Home Premium/Professional/Ultimate para a arquitetura de 32 bits são os mesmos requisitos do Windows Vista, mas já das versões de 64 bits são consideravelmente mais elevadas. A Microsoft lançou um aplicativo chamado Upgrade Advisor, que examinava a possível compatibilidade do computador com o sistema operacional.
| Componente         | x86 (32 bits)                                                                                    | x64 (64 bits)                                                                                    |
| Processador        | 1 GHz                                                                                            | 1 GHz                                                                                            |
| Memória (RAM)      | 1 GB de RAM                                                                                      | 2 GB de RAM                                                                                      |
| Placa gráfica      | Suporte para o dispositivo de gráficos DirectX 9 com 128 MB de memória gráfica (para Aero Glass) | Suporte para o dispositivo de gráficos DirectX 9 com 128 MB de memória gráfica (para Aero Glass) |
| Espaço Livre em HD | 16 GB de espaço em disco disponível                                                              | 20 GB de espaço em disco disponível                                                              |
| Unidade óptica     | Unidade de DVD (apenas para instalar a partir de uma mídia de DVD/CD) ou entrada USB             | Unidade de DVD (apenas para instalar a partir de uma mídia de DVD/CD) ou entrada USB             |

## Limite de Memória Física (RAM)
| Arquitetura            | x86 (32 bits) | x64 (64 bits)                 |
| Windows 7 Starter      | 2 GB          | Não possui versão 64 bits (*) |
| Windows 7 Home Basic   | 4 GB          | 8 GB                          |
| Windows 7 Home Premium | 4 GB          | 16 GB                         |
| Windows 7 Professional | 4 GB          | 192 GB                        |
| Windows 7 Enterprise   | 4 GB          | 192 GB                        |
| Windows 7 Ultimate     | 4 GB          | 192 GB                        |

Nota: os clientes que possuem Windows 7 Home Basic podem ter acesso aos recursos de 64 bits ao realizar o upgrade gratuito (se disponível) para o Windows 10 Home 64 bits, visto que não há edições 64 bits para Windows 7 Home Basic, e as demais versões para as versões Home ou Pro do Windows 10, no qual é disponibilizado a instalação de 64 bits, sendo necessário realizar uma instalação limpa do sistema, não sendo possível o upgrade de uma instalação de 32 bits para uma edição 64 bits sem a possibilidade de formatar o disco rígido. Os usuários que realizarem o upgrade do Windows 7 Home Basic para o Windows 10 Home terão o limite de RAM expandidos para 4GB nas edições de 32 bits.